# Wymiar wielkości fizycznej
Wymiar wielkości fizycznej – wyrażenie danej wielkości za pomocą wielkości podstawowych danego układu wielkości fizycznych, w postaci iloczynu wielkości podstawowych w odpowiednich potęgach (wzorem wymiarowym, zbudowanym w oparciu o wzór definicyjny tej wielkości fizycznej).
Np. w układzie wielkości fizycznych długość – masa – czas (LMT), wymiarem siły jest:
{\displaystyle [F]={\text{M}}\cdot {\text{L}}\cdot {\text{T}}^{-2}.}
Symbole wielkości fizycznych piszemy pismem pochyłym (kursywą), a symbole wielkości podstawowych we wzorze wymiarowym (ale nie w definicyjnym), pismem prostym (antykwą) lub kursywą (spotyka się obie pisownie). Wielkości podstawowe we wzorze wymiarowym oznaczamy wielkimi literami (np. długość to L lub {\displaystyle L,} a nie {\displaystyle l,} jak w wielu wzorach definicyjnych). We wzorze wymiarowym symbol wielkości „wymiarowanej” (ale nie symbole wielkości podstawowych) zapisujemy w nawiasie kwadratowym.
Wykładniki potęgowe we wzorze wymiarowym nazywamy wykładnikami wymiarowymi.
Wielkością podstawową, w danym układzie wielkości fizycznych, nazywamy wielkość fizyczną, która jest umownie przyjęta, jako niezależna od pozostałych wielkości układu.
Wielkością pochodną nazywamy wielkość fizyczną, która w danym układzie wielkości jest funkcją wielkości podstawowych.
Jest sprawą dyskusyjną, czy przyjmowanie pewnych wielkości fizycznych za podstawowe, jest wyłącznie kwestią umowną, czy odzwierciedla pewną rzeczywistość fizyczną, a jeśli tak, to ile jest tych wielkości.
Obowiązujący obecnie, w większości krajów świata, układ jednostek miar SI jest oparty na układzie wielkości długość – masa – czas, uzupełniony o temperaturę, natężenie prądu elektrycznego, światłość i ilość (liczność) materii, którym odpowiadają jednostki podstawowe: metr, kilogram, sekunda, kelwin, amper, kandela i mol. Jednak, o ile pozycja temperatury, jako wielkości podstawowej, nie jest kwestionowana nawet w układzie jednostek naturalnych Plancka (mimo że temperaturę można interpretować, jako wyrażającą średnią energię kinetyczną cząstek), to natężenie prądu elektrycznego zostało przyjęte, jako wielkość podstawowa, jedynie ze względu na łatwość odtworzenia wzorca (naturalną wielkością podstawową dla elektryczności jest ładunek elektryczny), a światłość stała się wielkością podstawową jedynie po to, aby zobiektywizować subiektywny odbiór pewnego zakresu fal elektromagnetycznych przez ludzki wzrok (obiektywną wielkością odpowiadającą światłości jest gęstość kątowa strumienia energii mierzona w watach na steradian, co znalazło wyraz w obecnej definicji kandeli). Obowiązująca obecnie definicja metra, wyrażająca go w powiązaniu z sekundą, choć nie kwestionuje pozycji długości jako wielkości podstawowej, to wydaje się podkreślać jej związek z czasem, wynikający ze szczególnej teorii względności (czasoprzestrzeń).
Wymiar jednostki miary – wyrażenie danej jednostki miary za pomocą podstawowych jednostek miar danego układu jednostek miar (tj. głównych jednostek miar wielkości podstawowych układu wielkości, na którym jest oparty układ jednostek), w postaci iloczynu jednostek podstawowych w odpowiednich potęgach (wzorem wymiarowym, zbudowanym w oparciu o wzór wymiarowy wielkości fizycznej).
Np. w, opartym na układzie LMT, układzie jednostek miar SI, wymiarem niutona jest:
{\displaystyle [{\text{N}}]={\text{kg}}\cdot {\text{m}}\cdot {\text{s}}^{-2},}
a, w opartym na tym samym układzie, układzie jednostek miar CGS, wymiarem dyny jest:
{\displaystyle [{\text{dyn}}]={\text{g}}\cdot {\text{cm}}\cdot {\text{s}}^{-2}.}
Symbole jednostek miar piszemy pismem prostym (antykwą). We wzorze wymiarowym symbol jednostki miary „wymiarowanej” (ale nie symbole jednostek podstawowych) zapisujemy w nawiasie kwadratowym.
Przykład:
Ustalić wymiar mocy i wymiar jednostki głównej mocy w układach jednostek miar SI, CGS, MKGS.
1) Ustalamy wzór definicyjny (wielkościowy), niezależny od układu wielkości fizycznych, i od układu jednostek miar:
{\displaystyle P={\frac {W}{t}}={\frac {F\cdot s}{t}}={\frac {m\cdot a\cdot s}{t}}={\frac {m\cdot s^{2}}{t^{3}}}.}
2) Ustalamy wzór wymiarowy (wymiar mocy) w układzie długość – masa – czas (niezależny od układu jednostek miar):
{\displaystyle [P]={\frac {[m]\cdot [s^{2}]}{[t^{3}]}}={\frac {{\text{M}}\cdot {\text{L}}^{2}}{{\text{T}}^{3}}}={{\text{M}}\cdot {\text{L}}^{2}\cdot {\text{T}}^{-3}}.}
3) Ustalamy wymiar jednostki miary mocy w układzie SI, opartym na układzie długość – masa – czas:
{\displaystyle [{\text{W}}]={{\text{kg}}\cdot {\text{m}}^{2}\cdot {\text{s}}^{-3}}.}
4) Ustalamy wymiar jednostki miary mocy w układzie CGS, również opartym na układzie długość – masa – czas:
{\displaystyle [{\text{erg/s}}]={{\text{g}}\cdot {\text{cm}}^{2}\cdot {\text{s}}^{-3}}.}
5) Ustalamy wzór wymiarowy (wymiar mocy) w układzie długość – siła – czas (niezależny od układu jednostek miar):
{\displaystyle [P]={\frac {[F]\cdot [s]}{[t]}}={\frac {{\text{F}}\cdot {\text{L}}}{\text{T}}}={{\text{F}}\cdot {\text{L}}\cdot {\text{T}}^{-1}}.}
6) Ustalamy wymiar jednostki miary mocy w układzie MKGS, opartym na układzie długość – siła – czas:
{\displaystyle [{\text{kGm/s}}]={{\text{kG}}\cdot {\text{m}}\cdot {\text{s}}^{-1}}.}
Niekiedy różne jednostki miar, różnych (niejednorodnych) wielkości fizycznych mają ten sam wymiar, np. jednostka energii dżul 1 J = N · m = kg · m/s² · m = kg · m² · s−2 i jednostka momentu siły niutonometr 1 Nm = kg · m² · s−2. Takie jednostki miar nazywamy homologicznymi.

## Wielkości mianowane
Dwie wielkości mianowane można dodać, odjąć lub porównać (ustalić, która jest większa) tylko wówczas, gdy mają ten sam wymiar. Natomiast podzielić lub pomnożyć przez siebie można dowolne wielkości mianowane, również o różnych mianach, o ile dzielnik nie jest zerem. Wówczas ich wymiary również mnożą się lub dzielą. Można również podnosić je do potęgi całkowitej, lub pierwiastkować, jednak w fizyce niezmiernie rzadko stosowane są wymiary, w których jednostka podstawowa miałaby niecałkowity wykładnik. Może tak być w szczególnych przypadkach np. gdy chce się uzyskać liniową zależność pewnych wyrażeń od siebie.

## Liczby niemianowane
Liczby rzeczywiste można utożsamić z liczbami mianowanymi o wymiarze [1]. Liczby o wymiarze [1] zwane są liczbami niemianowanymi lub wielkościami bezwymiarowymi. Wielkości niemianowanych nie można dodawać do wielkości mianowanych (mają inny wymiar). Można je natomiast mnożyć. Czasem wymiar wielkości niemianowanych zamiast [1] oznacza się [-].
Przykłady wielkości bezwymiarowych: współczynnik załamania, sprawność, wykładnik adiabaty, liczba Poissona, liczby podobieństwa. W szczególności wielkością bezwymiarową jest również procent i promil.

### Miary kąta
Liczbami niemianowanymi są w szczególności miary kąta (oraz ich jednostki, np. radian, czy stopień) i miary kąta bryłowego (steradian).

Radian

Łukową miarą kąta {\displaystyle \angle AOB} jest bowiem stosunek długości łuku {\displaystyle {\widehat {AB}}} okręgu o środku w punkcie O do promienia tego okręgu. Miara kąta ma zatem wymiar {\displaystyle [{\text{rad}}]=\left[{\frac {\text{m}}{\text{m}}}\right]=[1].}

Steradian

Podobnie miarą kąta bryłowego jest stosunek pola powierzchni fragmentu sfery zawierającego się w danym kącie bryłowym do kwadratu promienia tej sfery. Stąd: {\displaystyle [{\text{sr}}]=\left[{\frac {{\text{m}}^{2}}{{\text{m}}^{2}}}\right]=[1].}

## Sprawdzanie poprawności obliczeń
Wymiary pozwalają na sprawdzenie, czy otrzymany wzór jest niepoprawny – jeśli wymiar uzyskanego rezultatu jest inny, niż wymiar wielkości, którą wyznacza, wówczas wzór jest błędny. Natomiast poprawność wymiaru nie stwierdza poprawności wzoru.
Przykład 1: Mamy obliczyć, ile czasu zajmie spadanie w polu grawitacyjnym o przyspieszeniu {\displaystyle g} ciała upuszczonego z wysokości {\displaystyle h.} Zaniedbujemy opór powietrza.
{\displaystyle {\frac {gt^{2}}{2}}=h}
{\displaystyle gt^{2}=2h}
{\displaystyle t={\sqrt {\frac {2h}{g}}}}
Sprawdzamy wymiar:
{\displaystyle \left[{\sqrt {\frac {\text{m}}{\frac {\text{m}}{{\text{s}}^{2}}}}}\right]=\left[{\sqrt {{\text{s}}^{2}}}\right]=\left[{\text{s}}\right]}
Wymiarem wyniku jest sekunda, szukanym wymiarem też jest sekunda – zgadza się.
Przykład 2: Powiedzmy, że uznaliśmy w zadaniu matematycznym mylnie, że powierzchnia koła dana jest wzorem {\displaystyle S=\pi r^{3}.} Sprawdzamy wymiar: {\displaystyle [{\text{m}}^{3}].} Błąd, pole powierzchni ma wymiar {\displaystyle {\text{m}}^{2}.} Jak widać można tę metodę stosować także poza fizyką.
Wymiary można też sprawdzać w obliczeniach pośrednich. Jeśli jakaś wielkość jest argumentem funkcji trygonometrycznej, musi być wielkością niemianowaną.